# 地狱之刃：塞娜的献祭
《地狱之刃：塞娜的献祭》，是一个由忍者理论工作室开发的黑暗奇幻风格的动作冒险游戏。制作组把它视为一个3A游戏。它于2017年8月在全球范围发售，适用于Windows和PlayStation 4平台，并于2018年4月推出Xbox One版本，2019年4月11日推出任天堂Switch版本。
游戏故事基于北欧神话和凯尔特人文化，发生在8世纪晚期。女主角塞娜是一名来自奥克尼的凯尔特女战士，她的家园被维京人洗劫，她的爱人迪利安被敌人俘虏。她必须经历重重挑战才能到达海尔海姆，将死去的爱人的灵魂从海拉那里拯救出来。游戏中含有大量精神病的暗示，女主角头脑中充斥着许多声音，而她认为自己是被“黑暗”所困扰。为了正确表现精神病的特点，开发者与神经科学家，心理健康专家以及患病者展开了密切合作。

## 开发

### 动作捕捉
主角与玩家的交流不仅通过言语进行，还通过CG动画和角色动作进行。为此，开发者创建了自己的低成本演播室，有大约20人的团队一起拍摄。忍者理论工作室对此已经有了丰富的经验。塞娜的配音和动作捕捉由德国自由摄影师梅丽娜·朱尔根斯完成。Technoprops为团队提供了捕捉朱尔根斯表情和声音的头盔。头盔上只安装两个攝影機，因为他们觉得四个攝影機会让朱尔根斯不舒服，并影响她的表演。该设备中最昂贵的部分是录音设备，被放置在她的额头周围，以避免录制到呼吸音。因为朱尔根斯所有的音频都是现场录制的，所以团队无法直接给她指示或播放背景音乐。而其他演员预先录制的音轨将同时在她的耳机上播放，因此他们可以彼此同步地进行表演。

### 女主角
塞娜的脸部模型是通过三维扫描创建的，塞尔维亚的3Lateral公司使用其摄影测量技术创建了梅丽娜·朱尔根斯脸部的三维拷贝。梅丽娜是该工作室的视频编辑，进行了塞娜的配音，并提供表情和动作捕捉。开发者还使用Artec Eva扫描仪扫描了一名女健身教练维基·王尔德的身体。塞娜的头发风格依据凯尔特人历史，上面撒上了石灰，装饰着各种小石头和珠子。塞娜的胸针是凯尔特女性常戴的胸针。

### 精神病形象
开发团队与专家队伍展开了密切合作，其中包括剑桥大学的教授保罗·弗莱彻和杜伦大学的幻听专家、心理学教授查尔斯·费尼霍。忍者理论获得了来自威康信托基金的资助。他们也帮助工作室与精神病患者取得联系。
VideoGamer.com的爱丽丝·贝尔指出，虽然塞娜的精神病是她人生悲剧的一个原因，但游戏也将她的疾病状况描写为可以给她带来满足的事情，并指出她的幻觉有时“实际上也很可爱，反映了精神病可以表现出的颜色和美丽。”对于整个故事，她说：“你（玩家）了解到塞娜的创伤是来源于她对于精神病的挣扎以及他人对她缺乏了解而导致的。制作组非常谨慎，得到了包括精神病专家和患者一步步的帮助，给我们带来尽可能真实的精神病体现。迪利安说，最困难的战场在心中，虽然塞娜也经历了肉体的战场。”

## 所獲獎項
| 年分 | 獎項                   | 獲提名                             | 結果 | Ref.          |
| ---- | ---------------------- | ---------------------------------- | ---- | ------------- |
| 2017 | 獨立遊戲開發者協會獎   | 最佳音效設計                       | 提名 | [ 12 ]        |
| 2017 | 獨立遊戲開發者協會獎   | 最佳視覺設計                       | 提名 | [ 12 ]        |
| 2017 | 獨立遊戲開發者協會獎   | 最佳動作冒險遊戲                   | 獲獎 | [ 12 ]        |
| 2017 | 金搖桿獎               | 最佳音效                           | 提名 | [ 13 ]        |
| 2017 | 金搖桿獎               | 最佳演出(Melina Juergens飾演Senua) | 提名 | [ 13 ]        |
| 2017 | 金搖桿獎               | 突破獎(Melina Juergens)            | 提名 | [ 13 ]        |
| 2017 | 遊戲大獎               | 最佳遊戲敘事                       | 提名 | [ 14 ] [ 15 ] |
| 2017 | 遊戲大獎               | 最佳音效設計                       | 獲獎 | [ 14 ] [ 15 ] |
| 2017 | 遊戲大獎               | 最佳演出(Melina Juergens飾演Senua) | 獲獎 | [ 14 ] [ 15 ] |
| 2017 | 遊戲大獎               | 最具影響力遊戲                     | 獲獎 | [ 14 ] [ 15 ] |
| 2017 | 遊戲大獎               | 最佳獨立遊戲                       | 提名 | [ 14 ] [ 15 ] |
| 2018 | 英國作家協會獎         | 電子遊戲最佳編寫                   | 獲獎 | [ 16 ]        |
| 2018 | 第四十五屆安妮獎       | 傑出電子遊戲角色動畫成就           | 提名 | [ 17 ] [ 18 ] |
| 2018 | 第廿一屆D.I.C.E.大獎   | 傑出動畫                           | 提名 | [ 19 ]        |
| 2018 | 第廿一屆D.I.C.E.大獎   | 傑出藝術指導                       | 提名 | [ 19 ]        |
| 2018 | 第廿一屆D.I.C.E.大獎   | 傑出角色成就 (Senua)               | 獲獎 | [ 19 ]        |
| 2018 | 第廿一屆D.I.C.E.大獎   | 傑出故事                           | 提名 | [ 19 ]        |
| 2018 | 第廿一屆D.I.C.E.大獎   | 傑出技術成就                       | 提名 | [ 19 ]        |
| 2018 | 西南偏南遊戲獎         | 傑出音效                           | 提名 | [ 20 ] [ 21 ] |
| 2018 | 西南偏南遊戲獎         | 傑出技術成就                       | 提名 | [ 20 ] [ 21 ] |
| 2018 | 西南偏南遊戲獎         | 傑出視覺成就                       | 提名 | [ 20 ] [ 21 ] |
| 2018 | 西南偏南遊戲獎         | 最具潛力的新型智慧財產權           | 提名 | [ 20 ] [ 21 ] |
| 2018 | 西南偏南遊戲獎         | 傑出敘事                           | 提名 | [ 20 ] [ 21 ] |
| 2018 | 西南偏南遊戲獎         | Matthew Crump文化創新獎            | 提名 | [ 20 ] [ 21 ] |
| 2018 | 遊戲開發者選擇獎       | 最佳音效                           | 提名 | [ 22 ] [ 23 ] |
| 2018 | 遊戲開發者選擇獎       | 最佳敘事                           | 提名 | [ 22 ] [ 23 ] |
| 2018 | 遊戲開發者選擇獎       | 最佳技術                           | 提名 | [ 22 ] [ 23 ] |
| 2018 | 第十四屆英國學院遊戲獎 | 最佳遊戲                           | 提名 | [ 24 ] [ 25 ] |
| 2018 | 第十四屆英國學院遊戲獎 | 英國遊戲                           | 獲獎 | [ 24 ] [ 25 ] |
| 2018 | 第十四屆英國學院遊戲獎 | 藝術成就獎                         | 獲獎 | [ 24 ] [ 25 ] |
| 2018 | 第十四屆英國學院遊戲獎 | 音效成就獎                         | 獲獎 | [ 24 ] [ 25 ] |
| 2018 | 第十四屆英國學院遊戲獎 | Game Beyond Entertainment          | 獲獎 | [ 24 ] [ 25 ] |
| 2018 | 第十四屆英國學院遊戲獎 | 遊戲革新獎                         | 提名 | [ 24 ] [ 25 ] |
| 2018 | 第十四屆英國學院遊戲獎 | 音樂獎                             | 提名 | [ 24 ] [ 25 ] |
| 2018 | 第十四屆英國學院遊戲獎 | 敘事獎                             | 提名 | [ 24 ] [ 25 ] |
| 2018 | 第十四屆英國學院遊戲獎 | 表演獎(Melina Juergens飾演Senua)   | 獲獎 | [ 24 ] [ 25 ] |
| 2018 | 艾弗·諾韋洛獎          | 最佳遊戲原創音樂獎                 | 提名 | [ 26 ]        |
| 2018 | 開發獎                 | 動畫                               | 提名 | [ 27 ] [ 28 ] |
| 2018 | 開發獎                 | 視覺設計                           | 提名 | [ 27 ] [ 28 ] |
| 2018 | 開發獎                 | 音樂設計                           | 獲獎 | [ 27 ] [ 28 ] |
| 2018 | 開發獎                 | 音效設計(忍者理論)                 | 提名 | [ 27 ] [ 28 ] |
| 2018 | 開發獎                 | 敘事設計                           | 獲獎 | [ 27 ] [ 28 ] |
| 2018 | 獨立遊戲開發者協會獎   | 創意獎                             | 獲獎 | [ 29 ] [ 30 ] |
| 2018 | 獨立遊戲開發者協會獎   | 最佳音效設計                       | 提名 | [ 29 ] [ 30 ] |
| 2018 | 獨立遊戲開發者協會獎   | 多元化獎                           | 提名 | [ 29 ] [ 30 ] |
| 2018 | 金搖桿獎               | 年度Xbox遊戲                       | 提名 | [ 31 ] [ 32 ] |
| 2019 | 威比獎                 | 動作遊戲                           | 提名 | [ 33 ] [ 34 ] |
| 2019 | 威比獎                 | 最佳藝術指導                       | 獲獎 | [ 33 ] [ 34 ] |
| 2019 | 威比獎                 | 最佳音效設計                       | 提名 | [ 33 ] [ 34 ] |
| 2019 | 威比獎                 | 最佳視覺設計                       | 提名 | [ 33 ] [ 34 ] |
| 2019 | 威比獎                 | 最佳編寫(票選)                     | 獲獎 | [ 33 ] [ 34 ] |
| 2019 | 威比獎                 | 技術成就                           | 提名 | [ 33 ] [ 34 ] |
| 2019 | 獨立遊戲開發者協會獎   | 創意獎                             | 提名 | [ 35 ]        |

## 续作
2019年12月的游戏大奖上，《地獄之刃2：賽奴雅的傳奇》（Senua's Saga: Hellblade II）正式公布，计划登陆Windows和新世代主机Xbox Series X。游戏最终于2024年5月21日正式发售。

## 外部連結
- 官方网站（英文）